# (523794) 2015 RR245
(523794) 2015 RR245 – obiekt transneptunowy, potencjalna planeta karłowata w Pasie Kuipera.

## Odkrycie
(523794) 2015 RR245 została zaobserwowana przez zespół naukowców podczas studiowania zdjęć wykonanych przez Teleskop CFHT na Hawajach we wrześniu 2015 roku w ramach programu OSSOS (ang. Outer Solar System Origins Survey).

## Orbita
Obiekt zbliża się do Słońca na odległość minimalną ok. 34,0 au (wciąż pozostając poza orbitą Neptuna), natomiast oddala się na około 131,7 au. Swoje peryhelium osiągnie w roku 2092. Jego okres orbitalny wynosi około 754 lat.
Prawdopodobnie pozostaje w rezonansie orbitalnym z Neptunem 2:9.

## Charakterystyka fizyczna
Dokładny rozmiar (523794) 2015 RR245 pozostaje nieznany, lecz szacuje się go na ok. 770 kilometrów lub około 519 km. Dla porównania Pluton – największy obiekt w Pasie Kuipera – ma 2376,6 ± 3,2 km średnicy.